# Bathory (album)
Bathory – debiutancka płyta długogrająca szwedzkiego zespołu Bathory wydana 2 października 1984 roku. Jest to jedno z pierwszych wydawnictw muzycznych zawierających muzykę blackmetalową. Album został nagrany 14 czerwca tego samego roku w studiu Heaven Shore (w rzeczywistości był to przerobiony na studio nagraniowe garaż samochodowy). Utwór Storm of Damnation, pomimo tego, że był umieszczony na płycie, pierwotnie nie był uwzględniony w spisie utworów, zmieniło się to dopiero przy okazji reedycji CD w 1993 roku.

## Lista utworów
1. "Storm of Damnation" – 3:07
2. "Hades" – 2:45
3. "Reaper" – 2:44
4. "Necromansy" – 3:41
5. "Sacrifice" – 3:17
6. "In Conspiracy with Satan" – 2:29
7. "Armageddon" – 2:32
8. "Raise the Dead" – 3:42
9. "War" – 2:38
10. "Outro" – 0:22

## Twórcy
- Ace "Quorthon Seth" Thomas Forsberg – śpiew, gitara
- Rickard Bergman – gitara basowa
- Stefan Larsson – perkusja
- The Boss – produkcja